# Buněčná linie CHO-K1

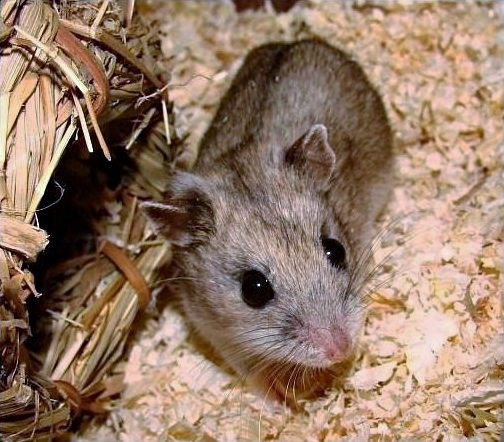
Čínský křeček (Cricetulus griseus)

Buněčná linie CHO-K1 byla získaná z rodičovské buněčné linie CHO (Chinese Hamster Ovary), buněk vaječníků samice čínského křečka (Cricetulus griseus). Tato buněčná linie je využívána nejen v biologickém a medicínském výzkumu, ale také komerčně k výrobě terapeutických proteinů.

## Historie
V USA v roce 1957 Theodor T. Puck, spolu se svými kolegy z katedry Biofyziky na univerzitě v Coloradu, ustanovil buněčnou linii CHO-K1. Tato buněčná linie pocházela z biopsie čínského křečka. Buněčná linie CHO-K1 se stala velice populární a v průběhu následujících desetiletí z ní byla připravena řada dalších buněčných linií (např. CHO DG44, CHO-S, CHO-DXB11).
V 1986 byly CHO buněčné linie schváleny pro komerční využití k výrobě tkáňového aktivátoru plazminogenu (tPA).

## Popis a využití

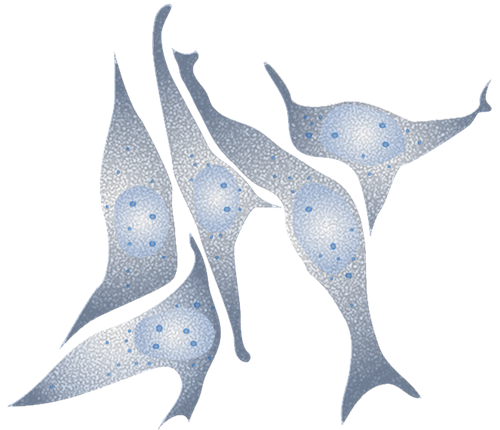
Ilustrace buněk vaječníku čínského křečka

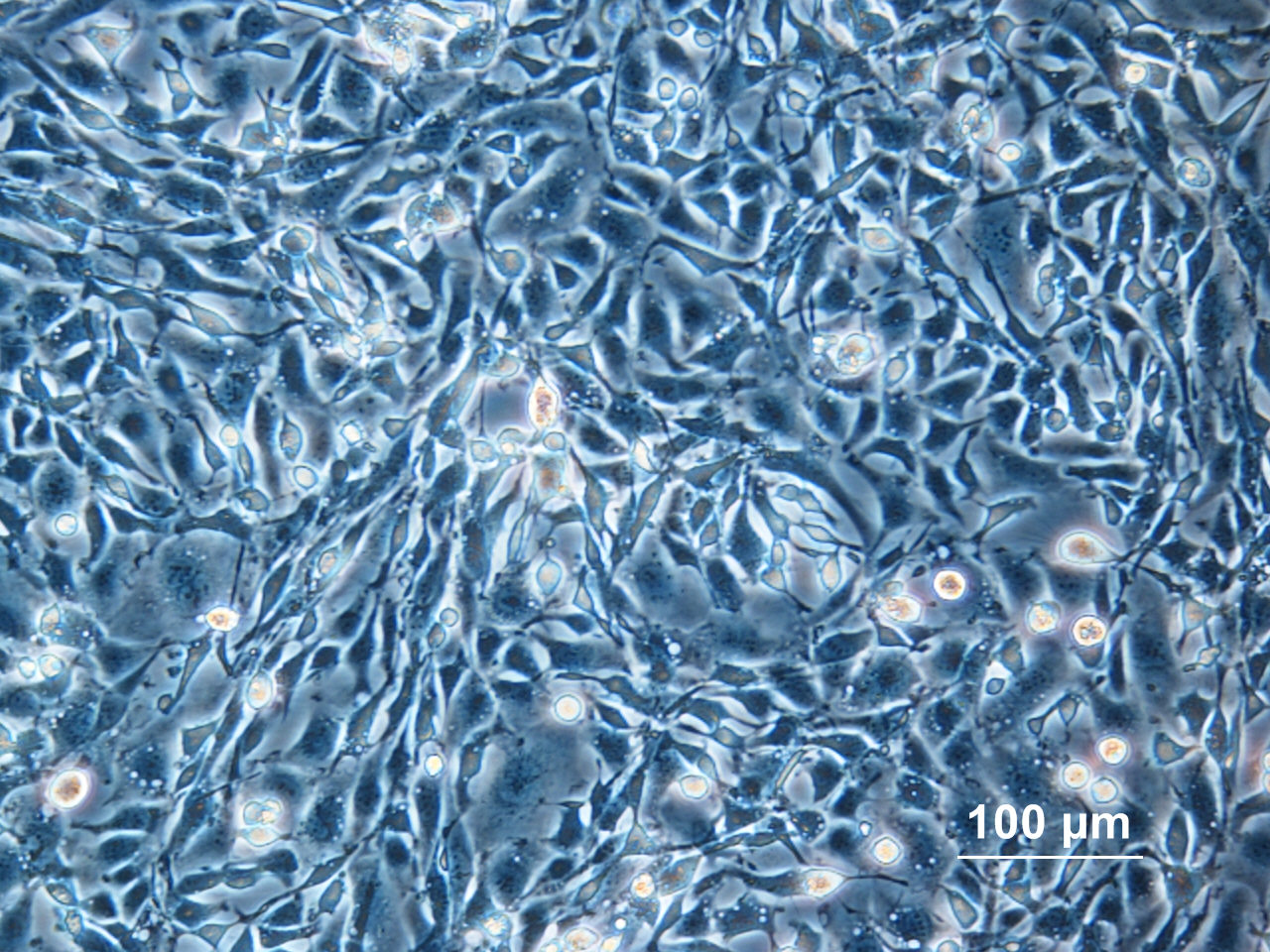
CHO adherentní buněčná kultura

CHO buněčné linie jsou imortalizované buňky a vyznačují se svou genotypovou a fenotypovou rozmanitostí. Jejich popularita vychází mimo jiné z toho, že na rozdíl od lidských buněk mají velké chromosomy (chromosomy mají v 11 párech). Navíc je jejich kultivace oproti jiným buněčným liniím poměrně snadná.
CHO buněčné linie zaznamenaly velký úspěch při komerční výrobě rekombinantních proteinů, a to zejména díky své vysoké rychlosti růstu, možnosti snadné genetické modifikace a schopnosti modifikovat vznikající proteiny pomocí glykosylace. Navíc jsou CHO buněčné linie považovány za bezpečné, jelikož se v nich velká část lidských virů nemůže množit.
Při správné volbě CHO buněčné linie a optimalizaci procesu kultivace jsou CHO buňky schopny vyprodukovat 3-10 g terapeutického rekombinantního proteinu na 1 litr buněčné kultury.
CHO-K1 jsou adherentní buňky a lze je běžně kultivovat v médiu F12 s přídavkem 10% fetálního hovězího séra (FBS). CHO-K1 buňky neexprimují gen pro receptor epidermálního růstového faktoru (EGFR), a jsou tím pádem ideální pro zkoumání mutací EGFR.

## Další varianty CHO
CHO-S: Buněčná linie CHO adaptována pro suspenzní kultivaci.
CHO DG44: Buněčná linie CHO s deficitem pro enzym dihydrofolátreduktasu.
CHO-DXB11: Historicky první CHO buněčná linie využívaná pro průmyslovou výrobu proteinu, konkrétně aktivátoru lidského tkáňového plazminogenu. 